# Pfarrkirche Rodingersdorf

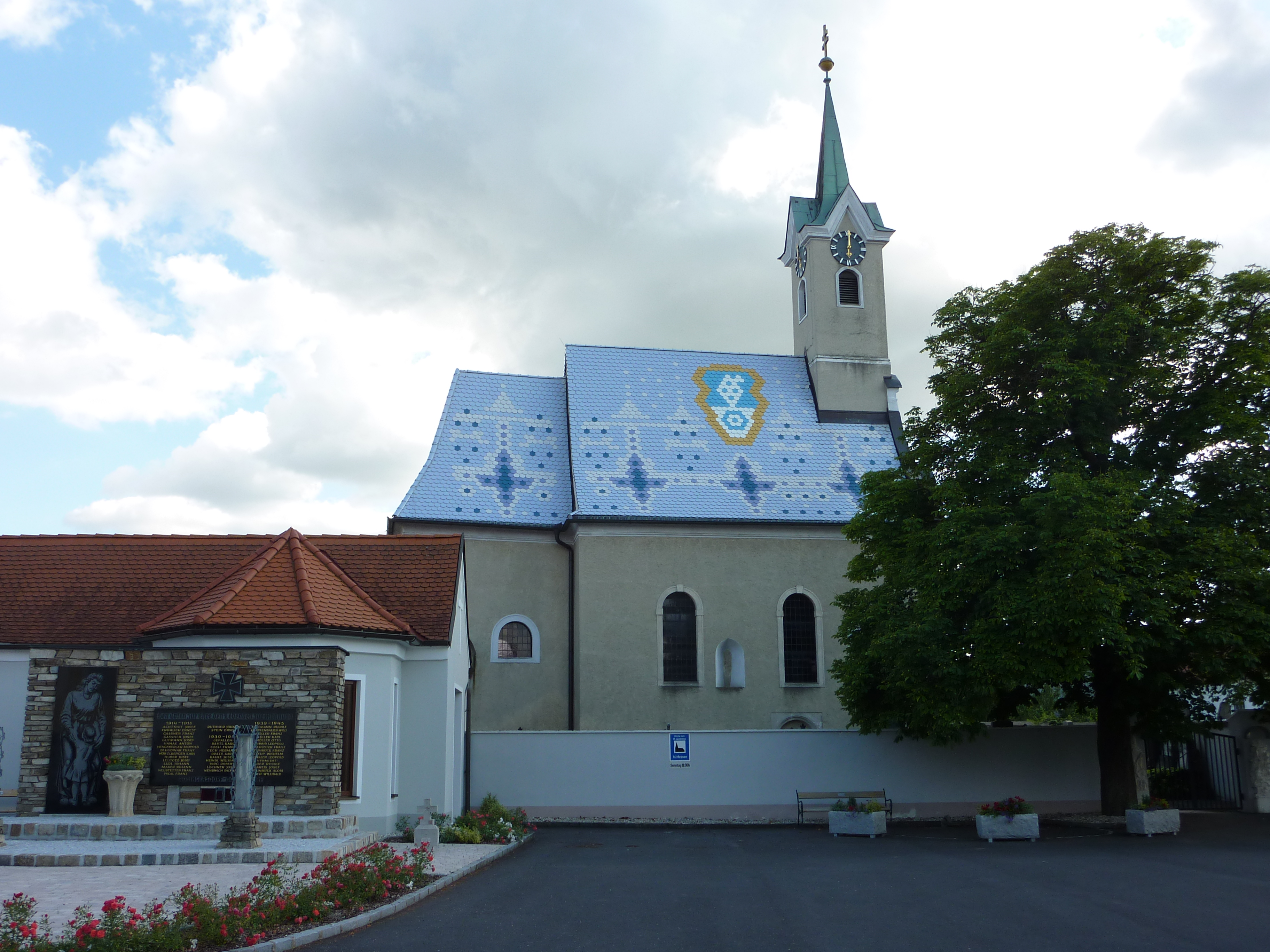
Katholische Pfarrkirche hl. Laurenz in Rodingersdorf

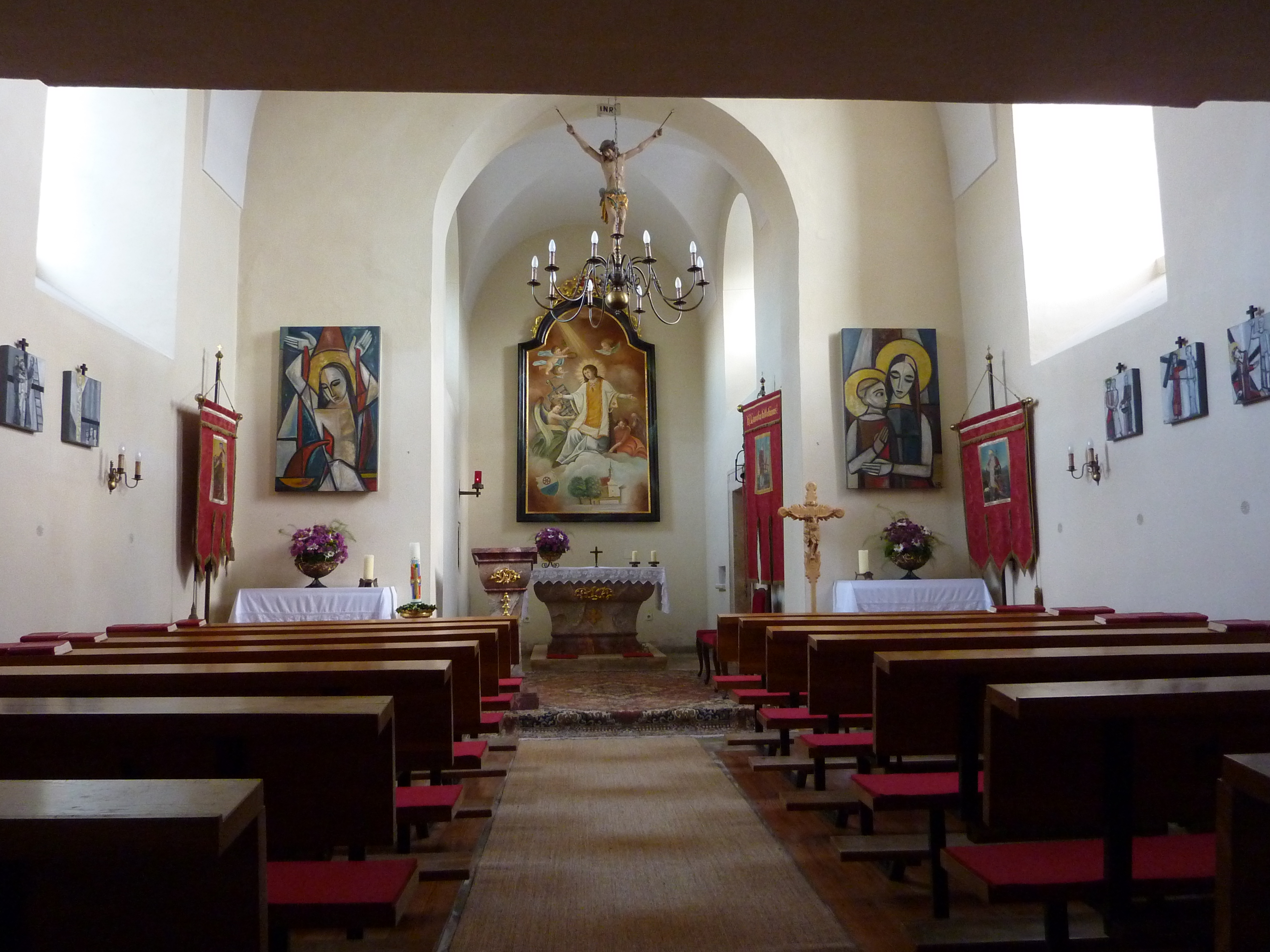
Langhaus, Blick zum Chor

Die römisch-katholische Pfarrkirche Rodingersdorf steht im Südosten des Angers in Rodingersdorf in der Marktgemeinde Sigmundsherberg im Bezirk Horn in Niederösterreich. Die dem Patrozinium des Heiligen Laurentius von Rom unterstellte Pfarrkirche gehört zum Dekanat Horn in der Diözese St. Pölten. Die ehemalige Wehrkirche steht unter Denkmalschutz (Listeneintrag).

## Geschichte
Urkundlich wurde 1281 eine Kirche als St. Gilgen genannt. Im 13. Jahrhundert eine Filiale von Eggenburg war Rodingersdorf ab dem Ende des 14. Jahrhunderts bis 1591 eine eigene Pfarre. Nach der Verödung der Kirche wurde von 1724 bis 1727 die Kirche wiederaufgebaut und dabei barockisiert. 1775 wurde die Pfarre neu gegründet und dem Stift Geras inkorporiert. Seit 1960 erfolgt die Betreuung durch Sigmundsherberg. 1961/1962 wurde die Kirche restauriert und dabei romanische und gotische Bauteile freigelegt. 

## Architektur
Die im Kern romanische barockisierte Kirche mit Langhaus, Rechteckchor und einem westlichen Fassadenturm als Giebelreiter ist von einem quadratischen Friedhof mit einer Umfassungsmauer umgeben. Der Kirchhof war ehemals von einer regelmäßigen Rechteckmauer umgeben, die Südmauer wurde 1903 entfernt und der Friedhof erweitert und 1961 eine Totenkammer errichtet. Im Süden sind außerhalb des Friedhofes noch Reste einer ehemaligen Wallgrabenanlage erhalten, der Graben selbst wurde eingeebnet. In der Friedhofsmauer sind barocke Grabsteine aus der Mitte des 18. Jahrhunderts erhalten.
Das Kirchenäußere zeigt ein blockhaftes Langhaus und einen eingezogenen Rechteckchor, die Fassaden zeigen bis zur oberen Fensterhöhe steinsichtig das romanische Bruchsteinmauerwerk aus dem 13. Jahrhundert. Mehrere romanische und gotische Maueröffnungen sind vermauert erhalten. Es gibt ein freigelegtes Wappen mit Bindenschild aus dem 13. Jahrhundert und Reste einer in den Putz geritzten Sonnenuhr. Nordseitig befindet sich ein Choraufgang mit einem Rechteckportal, südseitig steht ein Sakristeianbau aus dem 17. Jahrhundert mit einem Steinportal in der Schräge eines Winkels. Der Fassadenturm zwischen den Schmiegen des Westgiebels hat einen Aufsatz mit rundbogigen Schallfenstern, er trägt über einem Giebelkranz einen achtseitigen Pyramidenhelm aus 1869.
Das Kircheninnere zeigt im Langhaus, anfänglich mit einer Flachdecke, ein zweijochiges Kreuzgratgewölbe und ein eingezogenes Chorjoch unter einer hölzernen Gewölbeschale. Die Westempore ist mit drei Flachbogentonnen auf quadratischen Pfeilern unterwölbt, die seitlichen Achsen sind nischenartig geschlossen, die mittlere Achse schließt mit einem Kreuzgratgewölbe zum Westportal. Der rundbogige Triumphbogen hat romanische Kämpfer. Über dem Chorjoch befand sich wohl anfänglich der Chorturm, Reste einer Wehrmauer sind im Dachboden erhalten, die Brüstung wurde 1961/1962 über das erste Joch vorgezogen. Die Westwand der Empore ist aufgrund des Fassadenturmes mit drei flachbogigen Öffnungen durchbrochen. Im Chor gibt es südseitig ein steinernes Sakristeiportal mit einem Türblatt aus dem 17. Jahrhundert, nordseitig gibt es eine rechteckige Sakramentsnische mit einer profilierten Rahmung aus dem 15. Jahrhundert.

## Einrichtung
Der Hochaltar über einer blockhaften Mensa trägt ein Steinkruzifix aus dem Ende des 19. Jahrhunderts. An der Chorwand befindet sich ein Steinrelief hl. Lorenz aus der zweiten Hälfte des 15. Jahrhunderts.
Der Taufstein mit einer gerippten Schale entstand um 1775. Die Seitenaltarbilder und den Kreuzweg schuf Robert Herfert 1962.
Die Orgel baute Josef Silberbauer 1799.